# 薙刀術
薙刀術（なぎなたじゅつ）は、日本固有の長柄武器である薙刀を使用する武術である。薙刀の表記について、当初は「奈木奈多」と表記したり、「長刀」の字が当てられていたが、長い刀を意味する「長刀」（ちょうとう）と区別するため、人馬を薙ぐ刀として「薙刀」と書かれるようになった。

## 概要
「薙刀」と称される武器は、奈良時代から平安時代にかけて寺院の守護のために僧兵の武器として威力を発揮し、鎌倉時代末から室町時代にかけて戦場の主武器になったものの、応仁の乱頃より戦いの主流が武士による一騎討ちから歩兵（足軽）による密集戦に変わると、やがて機能的な観点から槍に取って替わられていった。
江戸時代に入ると、武家の女子や他武道の技の中に組み込まれる形で教授され、木薙刀を用いた形稽古が中心を占めたが、剣術に対する異種武器の1つとして稽古されたに過ぎず、家元や宗家によって細々と伝承されるに留まった。幕末維新期も主要武器として用いられることなく、明治時代に入ると、撃剣興行で色物として人気を博した。大日本武徳会が武術の保存奨励に努力した人物に与えた「精錬証」「教士」も、1921年（大正10年）までにわずか11人しか授けられていない。
昭和時代に入ると、1936年（昭和11年）文部省の通達により、女子の中等学校正課体育に薙刀・弓道を取り入れることが決議され、京都の武徳殿と東京の修徳館で薙刀の教員が養成された。1940年（昭和15年）薙刀の教材化を目的として、天道流と直心影流を中心に「薙刀道基本動作」が統一され、1941年（昭和16年）国民学校令の中で女児に対して薙刀を課せられたことも相まって、学校薙刀道が形成された。しかし、敗戦後、戦時下で行われた学校薙刀道は廃止された。1953年（昭和28年）5月4日、戦後第1回「武徳会」において、天道流と直心影流の演舞披露が行われ、翌年「近畿ナギナタ連盟」が発足、その翌年には「全日本薙刀連盟」が発足する。その後、文部省の指導によって「なぎなた」と名称を変更、1964年（昭和39年）全日本なぎなた連盟で「なぎなた」の名称が決定し、古武道から現代武道へと脱皮を果たす。

## 技術
槍術と類似した技法も多いが、突くのが基本の槍に対し薙刀は斬るのが基本となる。また薙刀の多くは石突が半月形等の斬り付ける用途に向いた形状となっており、石突で斬りつける技が含まれる。過去には馬上で扱う技術もあったが、戦いが騎馬戦から徒戦へ移行したことで失伝した。
多くの流派では、棒術、半棒術、鎖鎌術を併伝している。槍術流派に併伝されていることもある。
新しい「なぎなた」は、技が左右対等に行われ、くり出し・くり込み・持ちかえ等の変化に富み、俊敏柔軟な動作で興味深く実施でき、均等的全身運動である点に特徴があるが、あくまでも学校教材であって技術的には武道ではないという指摘がある。

## 主な流派

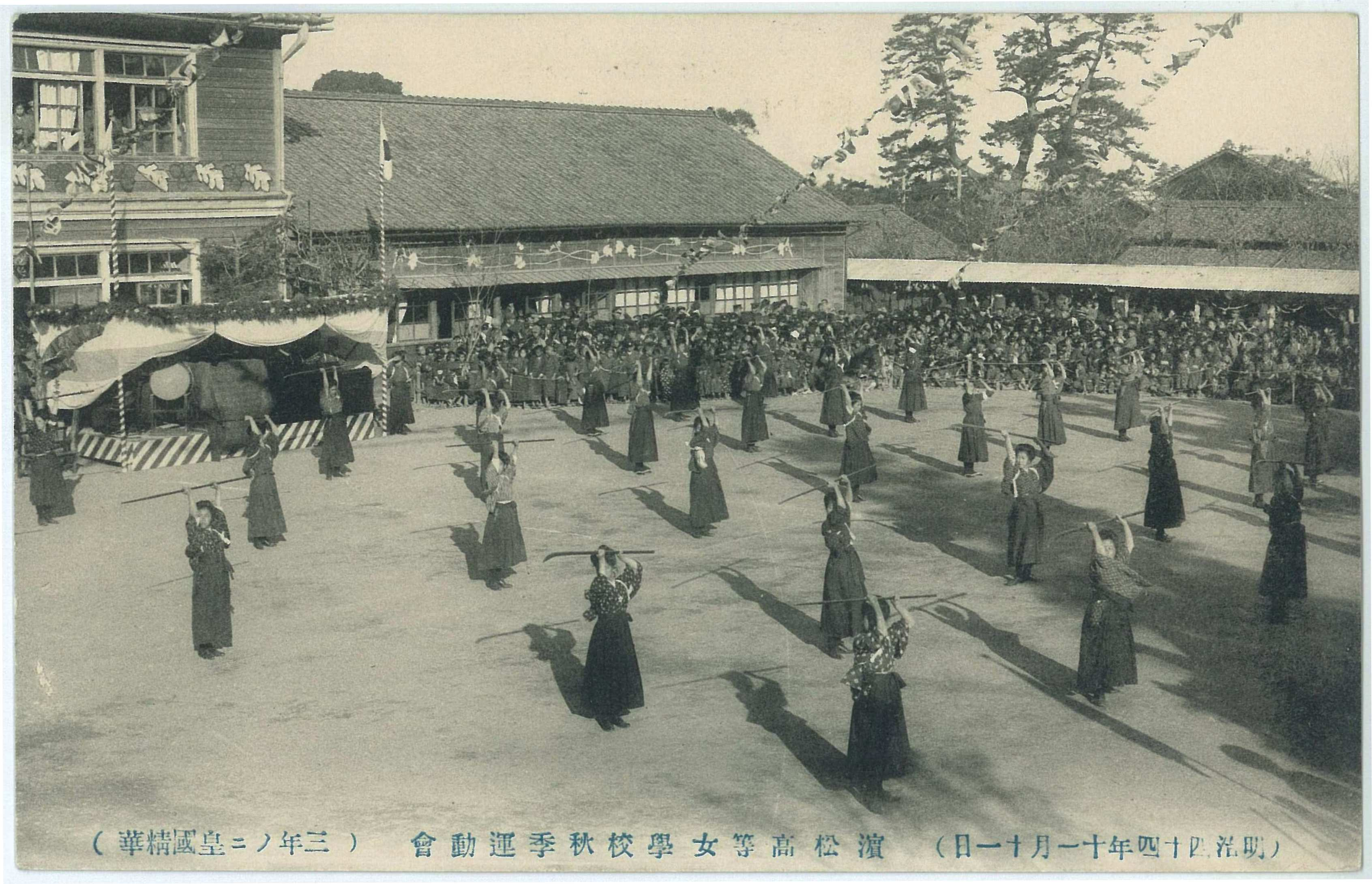
薙刀術の演武を行う女学生。1911年（明治44年）11月11日、浜松高等女学校秋季運動会において撮影。

### 薙刀術の流派
- 穴澤流 - 流祖は穴澤主殿助盛秀。現在、15本の形を残すのみである[3]。
- 静流
- 巴流
- 楊心流
- 肥後古流
- 一心流
- 月山流
- 鈴鹿流
- 直元流
- 直心影流
- 神道無螫流
- 常山流
- 香取流
- 円流
- 随変流
- 我徳流
- 戸田派武甲流薙刀術
- 先意流
- 清和流

### 流派の表武器術以外に薙刀術があるもの
- 天真正伝香取神道流
  - 鹿島新当流
    - 天流
      - 天道流
- 馬庭念流
- 竹内流 - 備中伝長刀
- 荒木流
- 立身流
- 宝蔵院流（槍術のみ現存。薙刀術は現存せず）
- 駒川改心流
- 渋川流（現存する広島藩伝の渋川流には薙刀術も伝わっている）
- 心月無想柳流（小薙刀術）
- 無辺流
- 聖徳太子流
- 心形刀流（枕刀術と称す）
- 水鴎流
- 北辰一刀流
- 根岸流（手裏剣術のみ現存。薙刀術は現存せず？）
- 不遷流
- 法神流
- 新陰疋田流

他、多数の流派が存在

## 伝統芸能との関わり
鹿児島県種子島に「なぎなた踊り」（おつや口説）という郷土芸能が存在する。なぎなた踊りは出端・本踊り・引端から構成され、その筋書きは以下の通りである。
なぎなた踊り(おつや口説)は、今から八百余年前、源氏と平氏の争いの中、当時の源氏の武将石山氏の娘「おつや」が、五年前に平家の武将に弓矢で討たれた父親の仇を討つため、京都の東山の清水寺に籠って兵法の稽古に励み、薙刀・小太刀・手裏剣を持って、父の仇である藤島氏を探し求めて、見物人の多い中で見事父の仇を討ち、仇を討つのを見ていた人々も、おつやの見事な仇討ち姿に感激して、籠一竿、金子百両、それとたくさんの人々から心温まる供応を受け、丹波の国へ帰るという筋書きであります。
また、能の小道具として、登場人物の出立を際立たせるといった「風流性」を支えるために用いられた、あるいは多武峰様の演出に関連して用いられたと推測されている。